# Conti di Brienne
I  conti di Brienne sono una famiglia nobile francese.
Essi fanno risalire il loro più remoto antenato a Engelbert, che visse al tempo di Ugo Capeto nel X secolo. La contea aveva al suo centro il paese medioevale di Brienne-le-Château, nella regione della Champagne-Ardenne.
Uno di loro, Giovanni di Brienne, divenne Re di Gerusalemme e di Costantinopoli, e la figlia Jolanda di Brienne, (1210-1228) fu imperatrice del Sacro romano impero e regina di Sicilia. Un altro fu duca d'Atene. La famiglia si estinse nel 1356, con Gualtieri VI di Brienne, connestabile di Francia.

Stemma della famiglia de Brienne: d'azur au lion d'or armé et lampassé de gueules

## Conti di Brienne
- Engelbert I di Brienne (?-aprile 968)
- Engelbert II di Brienne (?-980)
- Engelbert III di Brienne, figlio del precedente
- Engelbert IV di Brienne (?-1035 ca.), figlio del precedente
- Gualtieri I di Brienne (? – c.1090), figlio del precedente
- Erardo I di Brienne (c. 1090 – c.1120?), figlio del precedente
- Gualtieri II di Brienne (c. 1120? – c.1161), figlio del precedente. Diede prova di gran generosità quando si stabilirono a Brienne-la-Vieille i monaci dell'abbazia di Basse Fontaine.
- Erardo II di Brienne (c. 1161 – 1191), figlio del precedente
- Gualtieri III di Brienne (1191 – 1205), figlio del precedente
- Giovanni di Brienne (1158- 1237)), (dal 1205 tutore per il nipote Gualtieri IV), poi re di Gerusalemme e imperatore latino di Costantinopoli
- Gualtieri IV di Brienne (1205 – 1246), figlio di Gualtieri III
- Giovanni di Brienne (1246 – c.1260), figlio del precedente
- Ugo di Brienne (c. 1260 – 1296), fratello del precedente
- Gualtieri V di Brienne (1296 – 1311), figlio del precedente, Duca d'Atene
- Gualtieri VI di Brienne (1311 – 1356), figlio del precedente
- Isabella di Brienne (1316 – 1360), sorella di Gualtieri VI, sposa Gualtieri d'Enghien (m.1345), ultima dei Brienne
- Sohier d'Enghien (1356 – 1364), figlio di Isabella
- Gualtieri IV d'Enghien (1364 – 1381), figlio del precedente
- Giovanni d'Enghien (1381 – 1394), fratello di Sohier d'Enghien
- Maria d'Enghien (1394 – 1397), figlia di Giovanni erede dei Brienne e dei d'Enghien